# Ciudanovița
Ciudanovița – wieś w Rumunii, w okręgu Caraș-Severin, w gminie Ciudanovița. W 2011 roku liczyła 503 mieszkańców. 